# Jægerlatin
Jægerlatin er en anden betegnelse for jægeres særlige ordforråd: det særlige ordforråd, der knytter sig til jagt eller til overdrevne beretninger om jagtoplevelser.